# England expects that every man will do his duty
Vous lisez un « article de qualité » labellisé en 2007.

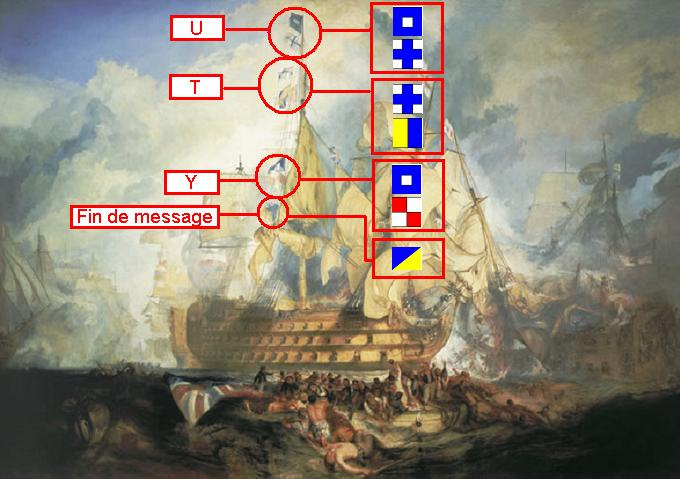
La Bataille de Trafalgar par Turner (1822–1824) montre les trois dernières lettres du célèbre pavillon sur le.

« England expects that every man will do his duty » (« L’Angleterre attend de chaque homme qu’il fasse son devoir ») est une expression anglaise célèbre, qui a pour origine un signal par pavillons utilisé par le vice-amiral britannique Horatio Nelson depuis son navire amiral HMS Victory le 21 octobre 1805 lorsque la bataille de Trafalgar fut sur le point de débuter.
Trafalgar a été la bataille navale décisive de la guerre maritime, durant les guerres napoléoniennes. Après le début de la Troisième Coalition suivant la courte Paix d’Amiens, Napoléon Ier était déterminé à envahir l’Angleterre ce qui imposait le contrôle de la Manche. La France, dominatrice sur terre, éprouvait de grandes difficultés à empêcher le contrôle des mers par les Anglais qui imposaient un blocus.
Après son retour des Antilles, la flotte française combinée avec celle du nouvel allié espagnol était basée à Cadix. Elle était commandée par l’amiral français de Villeneuve, qui avait déjà connu la défaite contre Nelson lors de la bataille d’Aboukir en 1798, et avait des réticences à quitter son port d’attache pour aller prêter main-forte à André Masséna en Italie. Mais pressé par Napoléon et par la perspective du déshonneur à la suite de l’annonce de l’arrivée de son remplaçant le vice-amiral Rosily-Mesros, il se décida à rapidement lever l’ancre. Il engagea donc la Mediterranean Fleet de Nelson à proximité du détroit de Gibraltar dans l’espérance d’une victoire qui démontrerait ses compétences militaires. La défaite fut d’importance et permit au Royaume-Uni de Grande-Bretagne et d’Irlande d’obtenir la suprématie maritime jusqu’à la Première Guerre mondiale en enlevant toute possibilité, faute d’une flotte suffisante, d’une invasion de la Grande-Bretagne par la France. Elle fut vécue comme une véritable humiliation par les Français.
Bien qu’après coup il y ait eu beaucoup de confusion entourant les termes exacts employés dans la phrase du signal, l’importance stratégique de la victoire et la mort de Nelson durant la bataille ont fait que cette expression est régulièrement citée, paraphrasée et mise en référence dans la langue anglaise.

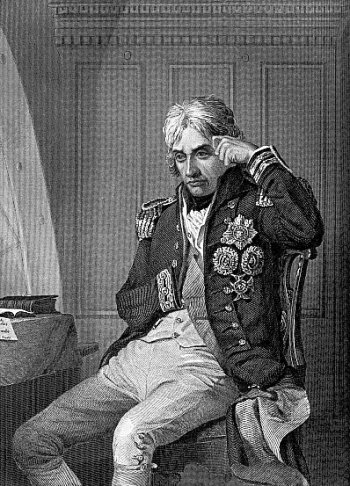
Horatio Nelson, 1er vicomte Nelson.

## Commandement et signaux
La transmission des ordres est à cette époque principalement effectuée à l’aide de pavillons qui sont hissés en haut des mâts. Chaque navire doit disposer de « signaleurs » surveillant l’apparition d’un message ou prêts à en envoyer un. Comme il est difficile, dans une flotte où les navires se suivent en file, de voir au-delà de celui qui précède ou de celui qui suit, il est fréquent que tous aient pour ordre de répéter les signaux émis par l’amiral, ou le chef de groupe.
Les différentes marines européennes utilisent des systèmes similaires, généralement basés sur des sortes de dictionnaires. Les pavillons hissés en tête de mât donnant la référence à la page ou à l’article concerné.
Si les ordres généraux sont expliqués avant le combat aux capitaines convoqués sur le navire amiral, les directives définitives sont données au début ou en cours de combat. C’est dans ce contexte que le message de Nelson a été envoyé.

## La bataille de Trafalgar

Représentation schématique de la bataille.

Comme la flotte britannique s’approchait des flottes combinées de la France et de l’Espagne, Nelson signala par pavillons toutes les instructions nécessaires à la bataille aux navires de son escadre. Cependant, Nelson était conscient de l’importance du combat à venir et avec la composition de sa flotte très hétérogène et sa nette infériorité numérique, il a estimé que quelque chose d’extraordinaire était nécessaire pour remporter la victoire. Il mit donc au point une manœuvre audacieuse visant à rompre les lignes ennemies et chercha à galvaniser ses soldats. Il a demandé à son officier de communication, le lieutenant John Pasco, de signaler à la flotte, aussi rapidement que possible, le message suivant : « England confides that every man will do his duty » (« L’Angleterre a confiance dans le fait que chaque homme fera son devoir »). Pasco suggéra à Nelson que soit substitué à confides le mot expects déjà présent dans le livre de codes et lui évitant de devoir l’épeler. Nelson approuva le changement.
Le terme England (Angleterre) était couramment employé pour désigner le Royaume-Uni malgré les importants contingents d’Irlande, d’Écosse et du Pays de Galles dans la Royal Navy. Ainsi, vers 11 h 45, le 21 octobre 1805, le signal naval le plus célèbre dans l’histoire britannique a été envoyé,.
Le signal fut transmis en utilisant le code de pavillon connu sous le nom de « Telegraphic Signals of Marine Vocabulary » (« Vocabulaire de signaux télégraphiques de la Marine »), conçu en 1800 par le contre-amiral Home Riggs Popham et basé sur les livres de codes créés plus tôt par l’amiral Richard Howe. Ce code assignait un pavillon particulier à chaque chiffre, de 0 à 9. Des combinaisons de 1, 2 ou 3 pavillons donnaient le numéro, attribué au mot ou groupe de mots, à lire dans le livre de code. Chaque navire de la Royal Navy disposait d’un exemplaire de ce code. Ce livre avait une reliure lestée de plomb pour pouvoir le jeter pardessus bord en cas de capture. Les pavillons sont censés être hissés, groupe après groupe, en haut du grand mât, avec « le pavillon télégraphique » pour indiquer que les signaux sont ceux du code de Popham.

Le message de Nelson selon le « Telegraphic Signals of Marine Vocabulary » de Popham.

Le mot duty n’était pas dans le livre de code mais n’a pas été remplacé par un autre mot comme cela a été le cas pour confides, il a ainsi dû être épelé (dans l’alphabet utilisé par ce code, les lettres I et J sont confondues, U et V sont inversées ; ce qui explique que T est la 19e lettre et U la 21e).
Le message entier a exigé douze envois successifs de pavillons. L’émission aurait pris environ quatre minutes. Une équipe de quatre à six hommes, menée par le lieutenant Pasco, aurait préparé et hissé les drapeaux depuis le navire amiral HMS Victory de Nelson. Le message révèle une des limites du code de Popham : même le mot à deux lettres « do » a exigé trois pavillons. Une large acclamation se fit entendre lorsque le signal eut été transmis ; elle fut répétée dans toute la flotte.
Le message « engage the enemy more closely » (« engagez l’ennemi d’encore plus près ») fut le dernier signal de Nelson à la flotte. Nelson ordonna que ce signal soit maintenu au haut du mât mais les pavillons du signal furent détruits pendant la bataille.

## Utilisation postérieure du message

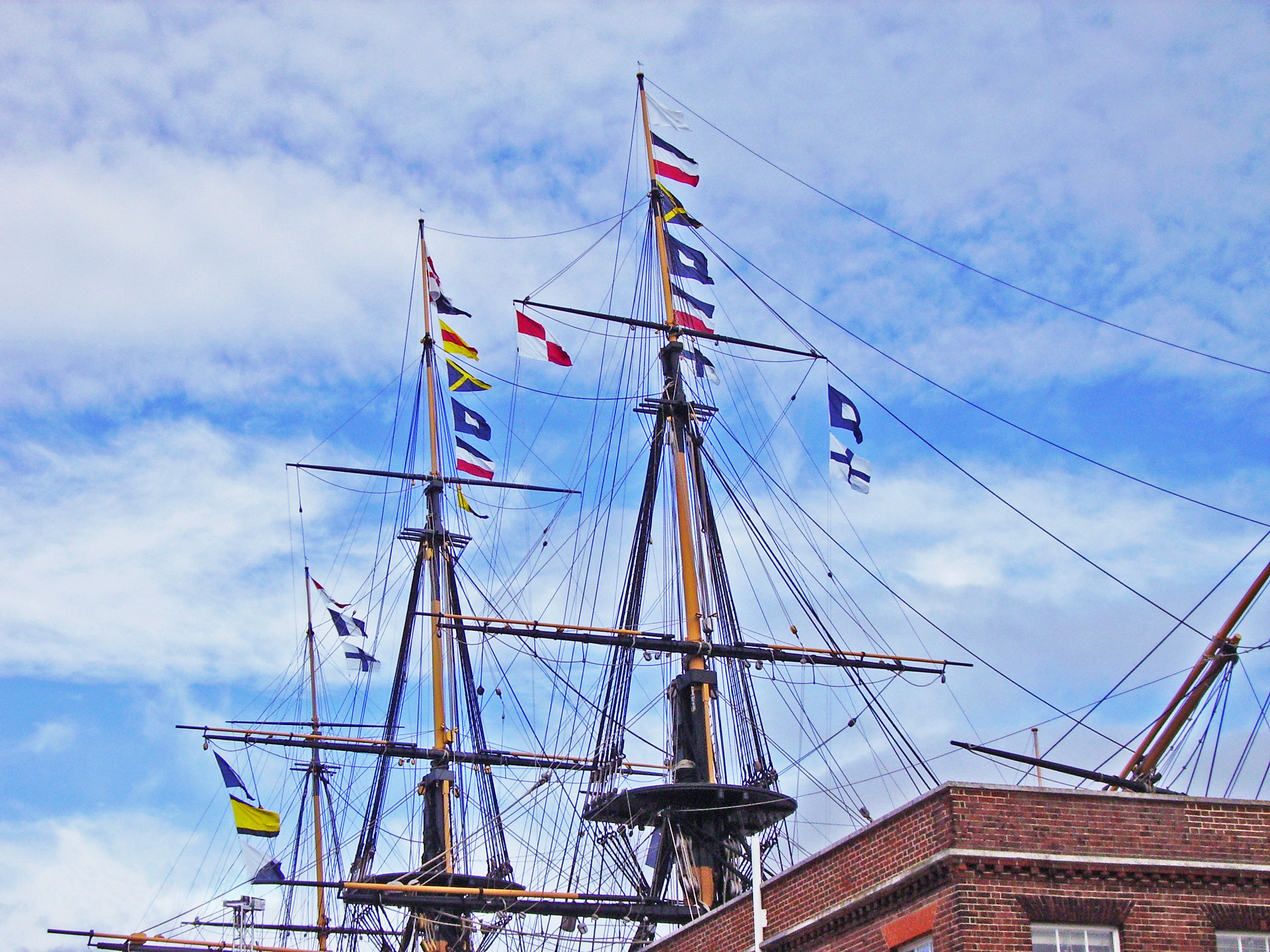
« England expects that every man will do his duty » au-dessus du au bicentenaire de la bataille de Trafalgar.

Le signal a rapidement commencé à être incorrectement cité. Un certain nombre de bateaux dans la flotte ont enregistré dans leur livre de bord le signal « England expects every man to do his duty », omettant « that » et remplaçant « will » par « to ». Mais will exprime, dans cet exemple, un consentement alors que to exprime l’obéissance à un ordre. D’où une nuance d’importance. Cette version est devenue si répandue qu’elle sera gravée autour de la base de la Colonne Nelson de Londres et sur le tombeau de Nelson dans la cathédrale Saint-Paul de Londres.
Cependant, les registres du HMS Victory et les mémoires des officiers de communication John Pasco et Henry Blackwood (capitaine de la frégate Euryalus), tous deux présents lors de la préparation du message, s’accordent sur la forme « England expects that every man will do his duty ».
En 1811, le ténor John Braham composa une chanson, The Death of Nelson (La Mort de Nelson) et y changea les mots du signal. La chanson est devenue rapidement populaire et a été jouée dans tout l’Empire britannique pendant le XIXe siècle. Pour faire accorder les mots à la musique, le signal fut changé en « England expects that every man this day will do his duty » (« L’Angleterre s’attend à ce qu'aujourd’hui chacun fasse son devoir »). Cette version est également assez répandue de nos jours.
Entre 1885 et 1908, on pensait que le signal avait été envoyé en utilisant le livre de codes de 1799 car on pensait qu’il n’avait été remplacé qu’en 1808 ; mais en 1908, il fut découvert que l’Amirauté avait en fait changé le code de signal en novembre 1803, après que la version de 1799 eut été capturée par les Français. Le nouveau code avait été distribué à la flotte de Nelson à Cadix en septembre 1805. En conséquence, les livres édités entre ces deux dates montrent le signal en utilisant de faux pavillons.
Le signal est encore levé sur le HMS Victory en cale sèche à Portsmouth chaque année le 21 octobre, jour anniversaire de la bataille de Trafalgar.
Le célèbre signal de Nelson a été imité par d’autres navires. Napoléon Ier a demandé la traduction française, « La France compte que chacun fera son devoir », afin qu’elle puisse être montrée sur les navires français. Avant la bataille de Tsushima, l’amiral japonais Heihachirō Tōgō, qui avait été formé par la Royal Navy de 1871 à 1878, signala à sa flotte : « Le destin de l’Empire dépend de la bataille d’aujourd’hui : que chaque homme fasse son maximum »,.

## Influence culturelle

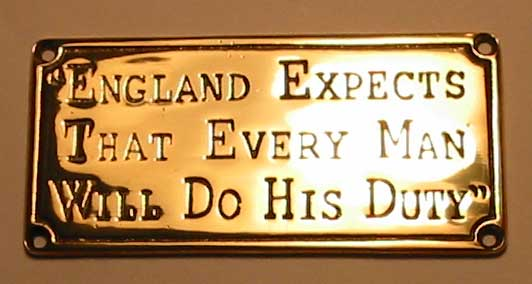
Plaque souvenir commémorant le pavillon.

L’expression est devenue populaire au Royaume-Uni en raison de la renommée de Nelson et de l’importance de la bataille de Trafalgar dans l’histoire du Royaume-Uni. Des générations d’écoliers anglais l’ont apprise en même temps que les autres grands moments de l’histoire anglaise tels que la bataille d'Hastings ou encore le Blitz.
L’expression est entrée dans la conscience populaire anglaise, au point que Charles Dickens la cite dans La vie et les aventures de Martin Chuzzlewit en 1843 et Lewis Carroll dans La Chasse au Snark en 1876. Dans son discours de réception à la chaire Slade de l'université d'Oxford, John Ruskin cite également Nelson, à l'appui d'une exaltation du patriotisme et de la mission civilisatrice des Britanniques en 1870 (cf. Lectures on Art, "inaugural lecture", 1870). Une série télévisée de BBC Scotland porte ce nom. Elle a aussi été utilisée par James Joyce dans son roman, Ulysse qui contient de nombreuses répétitions du message, certaines étant délibérément raccourcies ou modifiées avec ironie et provocation (par exemple en « Ireland expects... »). Aux États-Unis d’Amérique, l’ancien Secrétaire de la Marine Gordon R. England, jouant sur son nom, avait même porté une cravate représentant les pavillons de la célèbre citation lors d’une visite sur des navires.
Aujourd’hui « England expects… », une version abrégée de l’expression, est souvent utilisée par les médias, particulièrement à propos de l’espoir de victoire des équipes sportives anglaises,.
On trouve l’expression anglaise, sous la forme England expects every man to do his duty, dans la bande dessinée Le Secret de l’Espadon de la série Blake et Mortimer. Les Français ont eux aussi gardé une expression provenant de cette bataille. En effet un « coup de Trafalgar » désigne, dans le langage courant, une catastrophe inattendue ou une trahison.